# I Love You Like a Brother
I Love You Like a Brother è il primo album in studio della cantautrice australiana Alex Lahey, pubblicato il 6 ottobre 2017 dalla Nicky Boy Records.

## Tracce
1. Every Day's the Weekend – 3:10
2. I Love You Like a Brother – 2:50
3. Perth Traumatic Stress Disorder – 2:15
4. I Haven't Been Taking Care of Myself – 3:46
5. Backpack – 3:59
6. Awkward Exchange – 3:51
7. I Want U – 3:48
8. Lotto in Reverse – 4:00
9. Let's Call It a Day – 4:19
10. There's No Money – 3:54

## Classifiche
| Classifica (2017) | Posizione massima |
| ----------------- | ----------------- |
| Australia         | 15                |